# Ignatius Donnelly

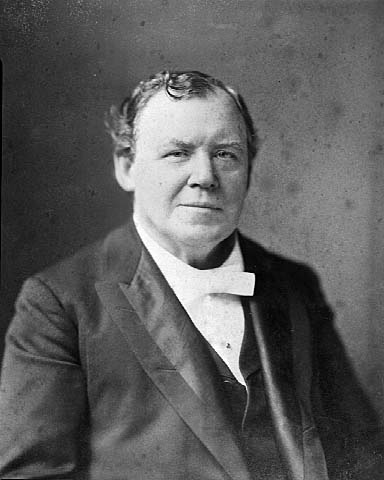
Donnelly ca. 1898, foto van Frederick Gutekunst

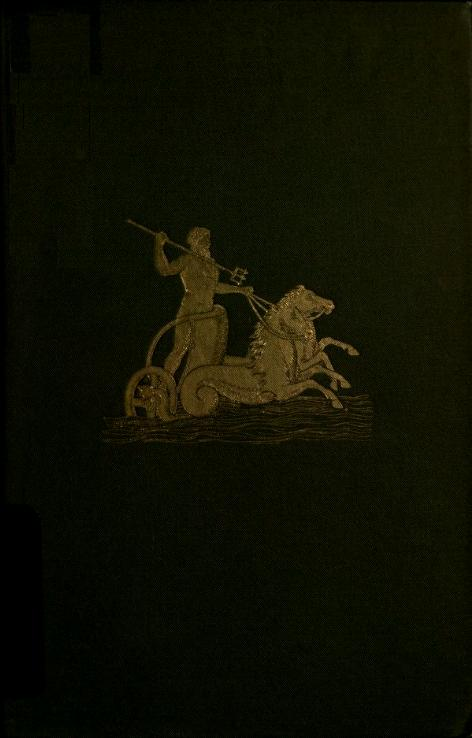
Boekband van Atlantis: The Antediluvian World met de zeegod Poseidon

Ignatius Loyola Donnelly (Philadelphia (Pennsylvania), 3 november 1831 - Minneapolis (Minnesota), 1 januari 1901) was een Amerikaans schrijver en onderzoeker die faam verwierf voor zijn zoektocht naar Atlantis. Hij schreef er een boek over dat in 1882 gepubliceerd werd onder de naam Atlantis: The Antediluvian World.
Donnelly's Atlantis heeft overeenkomsten met werk van Helena Blavatsky, Rudolf Steiner en James Churchward.

## Leven
Donnelly was de zoon van Philip Carrol Donnelly, een Ierse, katholieke immigrant, die zich had gevestigd in Philadelphia, Pennsylvania. Ignatius' zus was de schrijfster Eleanor C. Donnelly. Philip trouwde 9 juni 1826 met Catherine Gavin. Hij stierf op 31-jarige leeftijd aan tyfus en liet een gezin met vijf kinderen na. Ignatius Donnelly was de jongste zoon. Donnelly werd toegelaten op de prestigieuze Central High School, waar hij vooral in literatuur uitblonk.
In 1852 werd Donnelly advocaat en in 1855 trouwde hij met Katherine McCaffrey. Ze kregen drie kinderen. Datzelfde jaar hield hij op met de advocatuur en ging de politiek in.
In de jaren vijftig van de 19e eeuw verliet hij de katholieke kerk en sindsdien was hij niet betrokken bij een religieuze groepering. In 1857 verhuisde hij naar Minnesota Territory en vestigde zich in Dakota County. Hij begon met partners een 'utopian community', Nininger City geheten, 15 mijl ten zuiden van St. Paul. De 'Panic van 1857' brak de gemeenschap op en Donnelly raakte diep in de schulden.
In 1894 stierf zijn vrouw. In 1898 trouwde hij zijn secretaresse Marian Hanson.
Donnelly stierf op 1 januari 1901 op 69-jarige leeftijd.

### Politiek
Donnelly streed voor de emancipatie van negers en tegen racisme. Maar hij nam ook steekpenningen aan van de spoorwegen en verkocht informatie door. Hij werd erkend als uitstekend parlementariër en een van de beste sprekers in het openbaar. Er vond een koerswijziging plaats en hij verenigde zich later bewust met kleine, weinig kansrijke populistische groeperingen. Hij wijdde zijn leven toen aan het verbeteren van het lot van de 'gewone man'. Hij werd een algemeen gerespecteerd staatsman.
Donnelly was luitenant-gouverneur van Minnesota, gedurende de periode van de Burgeroorlog, van 1860-1863. Donnelly zetelde ook van 1863-1869 in het Amerikaans Huis van Afgevaardigden als volksvertegenwoordiger voor Minnesota. Hij was senator van 1874-1878 en 1891-1894 en staatsvertegenwoordiger van 1887-1888 en 1897-1898.
In 1900 was Donnelly genomineerd voor het vicepresidentschap van de Verenigde Staten door de ' Mid-Road People's Party', ook bekend als de 'Populist Party', met sterk socialistische tendensen.

## Literair werk
Donnelly wordt vooral herinnerd als auteur van drie romans, die populair waren en sociale invloed hadden en drie 'historische fantasieën'.

### Historische fantasieën

#### Atlantis
In 1882 publiceerde hij Atlantis: The Antediluvian World, zijn best bekende werk. Daarin citeerde hij onder meer onderzoek naar de oude Maya beschaving door Charles Étienne Brasseur de Bourbourg en Augustus Le Plongeon. Hij dacht dat Atlantis het thuisland was van het Arische ras, waarvan Ieren afstammelingen waren. Het werd het 'standaard' werk over Atlantis. 'Het was waarschijnlijk het meest invloedrijke pseudo-wetenschappelijke werk van de late negentiende eeuw.'
Het boek bestaat uit vijf delen: 'De geschiedenis van Atlantis', 'De verwoesting van Atlantis beschreven in de Vloed legenden', 'De beschaving van de Oude en Nieuwe Wereld vergeleken', 'De mythologie van de Oude Wereld en herinnering aan Atlantis' en 'De kolonies van Atlantis'.
Donnelly baseerde zich op:
- Plato's Atlantis. Donnelly creëerde aan de hand hiervan een 'visie van een gouden verleden' en wees er op dat 'macht corrumpeert'. Er is nog geen zekerheid waarom Plato over Atlantis schreef, welke bronnen hij gebruikt kan hebben en hoe zijn verhaal moet worden geïnterpreteerd.
- Catastrofale, continentale verzinking. Donnelly beschreef de Vloed volgens de bijbel, de Chaldeeërs, 'andere naties' en volgens Amerikaanse legenden. Het idee, dat er zich grote cataclysmen hadden voorgedaan in de geschiedenis van de aarde, werd in zijn tijd gehuldigd. Donnelly schreef over de ontdekking van zeebodem-geografie door de Challenger oceanografische expeditie. De zeebodem bleek niet vlak, maar vol onverklaarde, lange onderzeese landbruggen en rotsen. Veel conventionele geologie en zoölogie was in zijn tijd gebaseerd op supercontinenten en verzonken landbruggen. Donnelly citeerde Lyell en Darwin in verband met het hypothetische continent Lemuria.
- Atlantische kolonies in de Nieuwe Wereld en antropologie. Donnelly schreef over 'Centraal Amerikaanse en Mexicaanse kolonies', een 'Egyptische kolonie', 'kolonies van de Mississippi Vallei', 'Iberische kolonies', de 'Peruaanse kolonie', 'Afrikaanse kolonies', 'Ierse kolonies' en 'Arische kolonies'. In zijn tijd was er praktisch niets bekend over precolumbiaanse culturen in de Verenigde Staten. Alles, etnografisch onderzoek, studie van de Maya hiërogliefen en opgravingen, kwam pas na Donnelly's tijd goed op gang.
- Taalkundig materiaal. In zijn tijd was het een algemeen aanvaarde methode om middels tabellen linguïstische relaties aan te tonen van woorden die op elkaar leken.

Donnelly vond overal bewijzen voor een gemeenschappelijke afkomst in Atlantis. Hij zocht, net als Isaac Newton overigens, naar materiaal om een principe te bewijzen, die hij 'intuïtief' had aangevoeld. Maar Newton was, volgens E.F.Bleiber, behoedzamer en hield het bewijsmateriaal voortdurend tegen het licht om er zeker van te zijn dat zijn grondstelling waar was. Volgens Bleiber kan het boek van Donnelly niet serieus worden genomen, zijn de hoofdconclusies verkeerd en kan het nooit 'gerehabiliteerd' worden. Maar tegelijkertijd is het 'ongewild' een 'cultuurdrager' geworden en heeft het velen, door belangstelling te stimuleren, op het pad van 'serieuze wetenschap' gezet. Het boek is de bron van veel (fictieve) literatuur gebleken.

#### Ragnarok
Een jaar later publiceerde hij Ragnarok: The Age of Fire and Gravel, waarin volgens hem de Vloed het gevolg van een komeet was, die bijna met de aarde in botsing kwam. Het werk had invloed op Hoerbiger, Bellamy en Velikovsky.

#### Cryptogram
In 1887 publiceerde hij The Great Cryptogram: Francis Bacon's Cipher in the So-Called Shakespeare Plays, waarin hij veronderstelde dat Francis Bacon de schrijver was van Shakespeare's toneelstukken. Het was een dik boek met een ongelooflijke hoeveelheid gedetailleerd werk. Volgens een wiskundige berekening kon een verborgen geschiedenis, een schandaal aan het hof, worden herleid uit de toneelstukken. Het boek werd met grote opwinding ontvangen, maar was geen succes. Wel had Donnelly in latere jaren een bron van inkomsten met het geven van lezingen in de Verenigde Staten en Engeland.
In 1899 volgde Donnelly's laatste werk The Cipher in the Plays and on the Tombstone, waarin hij Shakespeare's grafsteen in Stratford-on-Avon analyseert en terloops opmerkt dat Bacon niet alleen de toneelstukken van Marlowe en Ben Jonson schreef, maar ook The Pilgrim's Progress en Don Quixote. Hierdoor daalde het vertrouwen dat lezers hem hadden geschonken.

### Romans
Zijn eerste roman was Caesar's Column (1889), wijd verspreid onder links georiënteerde arbeiders en boeren. Er werden meer dan 250.000 exemplaren van verkocht. Het verhaal speelt in de jaren tachtig van de 20e eeuw, waar een revolutie een einde maakt aan een corrupte beschaving.
De andere romans zijn van minder belang: Doctor Huguet (1891) en The Golden Bottle (1892)